# Jippie No More!
Jippie No More! is een Nederlandse familiefilm uit 2023, geregisseerd door Margien Rogaar.

## Verhaallijn
Jaap Peter (bijgenaamd Jippie) is een jongen met het syndroom van Down. Hij bereidt zich voor, voor de bruiloft van zijn oudere zus. Hij wordt voor de eerste keer verliefd, maar die liefde is niet wederzijds. Zij blijkt meer interesse te hebben voor zijn jongere zus.

## Rolverdeling
| Acteur              | Personage               | Opmerkingen |
| ------------------- | ----------------------- | ----------- |
| Wesley van Klink    | Jan Peter (Jippie)      |             |
| Guido Pollemans     |                         |             |
| Eliyha Altena       |                         |             |
| Carina de Vroome    | Gail                    |             |
| Kee Molly Derwig    | Lily                    |             |
| Aus Greidanus       |                         |             |
| Mischa Heijselaar   | Photographer at wedding |             |
| Lotte Jonker        | Joe                     |             |
| Joep Paddenburg     | Bart                    |             |
| Marthe van Daal     | Woman in background     |             |
| Hannah van Lunteren |                         |             |
| Carmen van Zantwijk |                         |             |

## Achtergrond
Rogaar wilde een film maken die veel weg had van Four Weddings and a Funeral, een film die chaotisch is en waar veel in gebeurd. Ze is op het idee gekomen nadat ze van scenarioschrijver Fiona van Heemstra hoorde dat er een jongen met het syndroom van Down bij haar dochter in de klas zat en dat hij de verbindende kracht was in de klas.

## Release en ontvangst
Jippie No More! ging op 15 oktober 2023 in première als openingsfilm van het Cinekid-filmfestival en won daar twee prijzen. De film ging op 13 december in première in de Nederlandse bioscopen. De film werd ook genomineerd voor twee Gouden Kalf-filmprijzen.

## Prijzen en nominaties
De belangrijkste:
| Jaar | Prijs                         | Categorie                                  | Genomineerde(n)                            | Uitslag     |
| ---- | ----------------------------- | ------------------------------------------ | ------------------------------------------ | ----------- |
| 2024 | Nederlands Film Festival 2024 | Gouden Kalf voor beste langspeelilm        | Iris Otten en Sander van Meurs             | Genomineerd |
| 2024 | Nederlands Film Festival 2024 | Gouden Kalf voor beste kostuums            | Tessa Teixeira de Mattos                   | Genomineerd |
| 2023 | Cinekid 2023                  | Cinekid jeugdjury award                    | Cinekid jeugdjury award                    | Gewonnen    |
| 2023 | Cinekid 2023                  | Beste Nederlandse kinderfilm publieksprijs | Beste Nederlandse kinderfilm publieksprijs | Gewonnen    |